# Drew Gulak
Drew Gulak (* 28. April 1987 in Abington, Pennsylvania) ist ein amerikanischer Wrestler. Er steht derzeit bei der WWE unter Vertrag und tritt regelmäßig in deren Show SmackDown auf. Sein bislang größter Erfolg war der Erhalt der NXT Cruiserweight Championship.

## Wrestling-Karriere

### Combat Zone Wrestling (2005–2016)
Gulak begann seine Ausbildung, für eine Karriere im professionellen Wrestling im Jahr 2004, an der Combat Zone Wrestling (CZW) Wrestling Academy und der Chikara Wrestle Factory. Er gab sein Debüt für CZW am 10. September 2005, bei Down With The Sickness 4-Ever, einer Hommage an Chris Cash, der einen Battle Royal gewann. Gulak wurde schnell mit dem Alumnus der CZW Wrestling Academy, Andy Sumner, zusammengebracht. Das Team, bekannt als Team AnDrew, gewann die CZW World Tag Team Championship zweimal, bevor es sich 2009 auflöste.
Gulak wechselte nach der Auflösung des Teams, in die Singles Competition und gewann Anfang 2010 die CZW Wired TV Championship, indem er Tyler Veritas bei einer Fernsehaufnahme bei Swinging for the Fences besiegte. Gulak hielt den Titel 429 Tage lang und besiegte Wrestler wie Nick Gage, Zack Sabre Jr., Rich Swann und Sumner. Während seiner Regierungszeit als Wired-TV-Champion begann Gulak, sich als politischer Führer und Aktivist, innerhalb des CZW zu charakterisieren. Am 11. Juni 2011 verlor Gulak die Wired-TV-Meisterschaft gegen an AR Fox.
Bei Tangled Web 6 am 10. August 2013, besiegte Gulak Masada und gewann die CZW World Heavyweight Championship. Bei Proving Grounds im Mai 2014, verlor Gulak den Titel an Biff Busick.

### World Wrestling Entertainment (seit 2016)
Am 7. Mai 2016 besiegte Gulak Tracy Williams bei Evolve 61, um sich für das bevorstehende WWE Cruiserweight Classic Turnier zu qualifizieren. Das Turnier begann am 23. Juni, als Gulak Harv Sihra in seiner ersten Runde besiegte. Am 14. Juli wurde Gulak von Zack Sabre Jr. aus dem Turnier eliminiert. Gulak erschien in der Folge von NXT vom 14. September und verlor gegen Hideo Itami. In der Folge von Raw vom 26. September, gab Gulak sein Debüt im Main Roster und tat sich mit Lince Dorado zusammen und verlor gegen Cedric Alexander und Rich Swann. Im Dezember wurde bestätigt, dass Gulak bei der WWE unterschrieben hatte. Am 2. Januar 2017, Folge von Raw, gewann Gulak sein erstes Match gegen Cedric Alexander.
Im Februar 2018 nahm Gulak an einem Turnier teil, um den neuen NXT Cruiserweight Champion zu ermitteln. Gulak besiegte sowohl Tony Nese als auch Mark Andrews, womit er das Halbfinale erreichte und schlussendlich dort gegen Mustafa Ali verlor.
Nach April wurde Gulak aus dem Fernsehen genommen und veröffentlichte eine Reihe kryptischer Tweets, die auf eine dunkle Wendung seines Charakters hinwiesen. Am 23. Juni 2019 gewann er, die NXT Cruiserweight Championship von Tony Nese. Die Regentschaft hielt 108 Tage und verlor den Titel dann an Lio Rush.
Als Teil des Draftes von 2019 wurde Gulak zu SmackDown gedraftet. Bei seinem Debüt für SmackDown versuchte Gulak, Braun Strowman eine PowerPoint-Präsentation zu zeigen, wie man Tyson Fury besiegt, aber er wurde schnell von Strowman abgefertigt. Im Februar 2020 begann Gulak eine Fehde mit Daniel Bryan, nachdem er behauptete, Lücken in seinem Kampfstil gefunden zu haben, dies führte zu einem Match zwischen den beiden, was er jedoch verlor.
In der SmackDown-Folge vom 13. März, schlossen Gulak und Bryan eine Allianz, nachdem beide gegenseitigen Respekt erlangt hatten. Anschließend managte er Bryan während seines Matches gegen Cesaro, wo beide anschließend von Cesaro, Shinsuke Nakamura und Sami Zayn angegriffen wurden. Am 16. Mai 2020 lief Gulaks Vertrag mit der WWE aus, nachdem er sich entschieden hatte, diesen nicht zu verlängern. Am 25. Mai 2020 wurde berichtet, dass Gulak einen neuen Vertrag mit der WWE unterzeichnet hat. In der Smackdown-Folge vom 5. Juni besiegte Gulak AJ Styles. Dies brachte ihm ein Match um die WWE Intercontinental Championship, den Titel konnte er jedoch nicht gewinnen.
Am 27. September 2020 gewann er den WWE 24/7 Championship, hierfür besiegte er R-Truth. Den Titel verlor er jedoch in der gleichen Nacht an Truth. Am 28. September gewann er den Titel erneut, jedoch verlor er diesen bereits nach einigen Sekunden. Am 5. Oktober konnte er den Titel erneut von R-Truth gewinnen, jedoch verlor er diesen wieder in der gleichen Nacht an ihn. Am 9. Oktober 2020 wechselte er aufgrund des Drafts zu Raw. Am 2. November 2020 gewann er den Titel erneut von R-Truth. Die Regentschaft hielt 7 Tage und verlor den Titel am 9. November erneut an R-Truth. In dieser Nacht gelang es ihm noch zwei Mal den Titel zu erringen, jedoch verlor er diesen an Tucker. Am 28. Juni 2021 konnte er erneut den Titel gewinnen. Hierfür besiegte er Akira Tozawa. Den Titel verlor er bereits wenige Sekunden später an R-Truth. Am 1. Oktober 2021 wurde er beim WWE Draft zu SmackDown gedraftet.

## Titel und Auszeichnungen
- World Wrestling Entertainment
  - NXT Cruiserweight Championship (1×)
  - WWE 24/7 Championship (7×)

- Beyond Wrestling
  - Tournament For Tomorrow 3:16 (2014) mit Biff Busick

- Championship Wrestling from Hollywood
  - CWFH Heritage Tag Team Championship (1×) mit Timothy Thatcher

- Chikara
  - Chikara Campeonatos de Parejas mit Fire Ant
  - King of Trios (2011) mit Fire Ant und Green Ant
  - Tag World Grand Prix (2008) mit Fire Ant
  - Torneo Cibernetico (2014) mit Soldier Ant

- Combat Zone Wrestling
  - CZW World Heavyweight Championship (1×)
  - CZW World Tag Team Championship (2×) mit Andy Sumner
  - CZW Wired TV Championship (1×)
  - Chris Cash Memorial Battle Royal (2005)
  - Triple Crown Champion

- DDT Pro-Wrestling
  - Ironman Heavymetalweight Championship (1×)

- Eastern Wrestling Alliance
  - EWA Cruiserweight Championship (1×)
  - EWA Tag Team Championships (1×) mit Andy Sumner

- Evolve
  - Evolve Tag Team Championship (1×) mit Tracy Williams
  - Style Battle Tournament (2013)

- New York Wrestling Connection
  - Master of the Mat (2014)

- United Wrestling Network
  - UWN Tag Team Championship (1×) mit Timothy Thatcher

- Pro Wrestling Illustrated
  - Nummer 89 der Top 500 Wrestler in der PWI 500 im Jahr 2014
  - Nummer 60 der Top 500 Wrestler in der PWI 500 im Jahr 2020